# Javier Rey
Javier Rey (Noia, 25 febbraio 1980) è un attore spagnolo.
È conosciuto particolarmente per aver interpretato Mateo Ruiz Lagasca nella serie televisiva Velvet.

## Biografia
Nato a Noia il 25 febbraio 1980 da Javier, capitano di una nave da pesca, e Divina. Ha un fratello di nome Ramón. 
È stato fidanzato per anni con la collega Iris Diaz, da cui ha avuto nel 2018 un figlio.
A gennaio 2020 si fidanza con l’attrice Blanca Suárez.

## Filmografia

### Cinema
- Kiki & i segreti del sesso (Kiki, el amor se hace), regia di Paco León (2016)
- Il silenzio della città bianca (El silencio de la ciudad blanca), regia di Daniel Calparsoro (2019)
- Origini segrete (Orígenes secretos), regia di David Galán Galindo (2020)

### Televisione
- Isabel – serie TV (2012-2014)
- Velvet – serie TV (2014-2017)
- Quello che nascondono i tuoi occhi (Lo que escondían sus ojos) – miniserie TV (2016)
- Velvet Collection (Velvet Colección) – serie TV (2017)
- Farina (Cocaine Cost) – serie TV (2018)
- H - Helena (Hache) - serie TV (2019)
- Mentiras - serie TV (2020)
- Le ragazze dell'ultimo banco (Las de la última fila) – serie TV (2022)
- Ultima notte a Tremor (La última noche en Tremor ) - serie TV (2024)

## Doppiatori italiani
Nelle versioni in italiano nelle opere in cui ha recitato, Javier Rey è stato doppiato da:
- Daniele Raffaeli in Velvet, Velvet Collection, Origini segrete, Le ragazze dell'ultimo banco
- Paolo Vivio ne Il silenzio della città bianca
- David Chevalier in Kiki & i segreti del sesso
- Francesco Pezzulli in Quello che nascondono i tuoi occhi
- Stefano Crescentini in Mentiras
- Gabriele Vender in Isabel